# Фирас аль-Бурайкан
Фирас аль-Бурайкан (араб. فراس البريكان‎; родился 14 мая 2000) — саудовский футболист, нападающий клуба «Аль-Ахли» и сборной Саудовской Аравии.

## Клубная карьера
Воспитанник клуба «Ан-Наср» из Эр-Рияда. В основном составе дебютировал 22 февраля 2018 года в матче против «Аль-Батина» в Кубке короля. 12 апреля 2018 года он впервые сыграл в высшем дивизионе чемпионата Саудовской Аравии в матче против «Аль-Кадисии», выйдя на замену после перерыва и отметился забитым мячом на 67-й минуте.
30 августа 2019 года Фирас забил единственный гол в матче чемпионата против клуба «Аль-Фатех». Главный судья матча, чтобы убедиться в правильности забитого аль-Бурайканом гола, хотел обратиться к системе VAR, однако она оказалась недоступной. Как позже выяснилось, VAR не работала из-за того, что один из сотрудников стадиона отключил аппаратуру, чтобы подзарядить свой телефон. Тем не менее, гол был засчитан, и «Ан-Наср» одержал победу со счётом 1:0

## Карьера в сборной
В 2018 году принял участие в юношеском чемпионате Азии, который прошёл в Индонезии. На нём саудовцы одержали победу. В 2019 году сыграл на чемпионате мира среди игроков до 20 лет, который прошёл в Польше, забив на нём два мяча в рамках группового этапа.
10 октября 2019 года дебютировал в составе главной сборной Саудовской Аравии в матче против Сингапура. 27 ноября 2019 года забил свой первый гол за сборную в матче против Кувейта, а уже в следующей игре отличился в матче против Омана.